# カマル・シャロルス
カマル・シャロルス（ペルシア語: کمال شالوروس, ラテン文字転写: Kamal Shalorus、1977年8月27日 - ）は、イランの男性総合格闘家。アルダビール州ヘリス出身。アメリカ合衆国テキサス州オースティン在住。カイゼンMMA所属。

## 来歴
19歳からレスリングを始め、2008年に総合格闘技デビュー。

### WEC
2009年11月18日、WEC初参戦となったWEC 44でウィル・ケアーと対戦し、スタンドパンチ連打でTKO勝ちを収めた。
2010年6月20日、WEC 49でジェイミー・ヴァーナーと対戦し、1-1の判定で引き分けた。

### UFC
2011年3月19日、UFC初参戦となったUFC 128でジム・ミラーと対戦し、パウンドでTKO負けを喫しキャリア初黒星となった。
2012年1月20日、UFC on FX 1でハビブ・ヌルマゴメドフと対戦し、リアネイキドチョークで一本負けを喫した。
2012年5月15日、UFC on Fuel TV 3でハファエル・ドス・アンジョスと対戦し、リアネイキドチョークで一本負け。3連敗となりUFCからリリースされた。

### ONE FC
2013年5月31日、ONE FC初参戦となったONE FC 9でエドゥアルド・フォラヤンと対戦し、3-0の判定勝ちを収めた。
2014年8月29日、ONE FC 19の世界ライト級タイトルマッチで青木真也と対戦し、リアネイキドチョークで一本負けを喫し王座獲得に失敗した。

## 戦績
| 総合格闘技 戦績 | 総合格闘技 戦績 | 総合格闘技 戦績 | 総合格闘技 戦績 | 総合格闘技 戦績 | 総合格闘技 戦績 | 総合格闘技 戦績 |
| --------------- | --------------- | --------------- | --------------- | --------------- | --------------- | --------------- |
| 16 試合         | (T)KO           | 一本            | 判定            | その他          | 引き分け        | 無効試合        |
|                 |                 |                 |                 | 0               | 2               | 0               |
| 1 敗            | 0               | 0               | 1               | 0               | 2               | 0               |

| 勝敗 | 対戦相手                     | 試合結果                          | 大会名                                                             | 開催年月日     |
| ×    | イブ・タン                   | 5分3R終了 判定1-2                 | ONE Championship 52: Throne of Tiger                               | 2017年2月10日  |
| ×    | 青木真也                     | 1R 2:15 リアネイキドチョーク      | ONE FC 19: Reign of Champions 【ONE FC世界ライト級タイトルマッチ】 | 2014年8月29日  |
| ○    | アリエル・セクストン         | 5分3R終了 判定3-0                 | ONE FC 14: War of Nations                                          | 2014年3月14日  |
| ○    | エドゥアルド・フォラヤン     | 5分3R終了 判定3-0                 | ONE FC 9: Rise to Power                                            | 2013年5月31日  |
| ×    | ハファエル・ドス・アンジョス | 1R 1:40 リアネイキドチョーク      | UFC on Fuel TV 3: Korean Zombie vs. Poirier                        | 2012年5月15日  |
| ×    | ハビブ・ヌルマゴメドフ       | 3R 2:08 リアネイキドチョーク      | UFC on FX 1: Guillard vs. Miller                                   | 2012年1月20日  |
| ×    | ジム・ミラー                 | 3R 2:15 TKO（膝蹴り→パウンド）    | UFC 128: Shogun vs. Jones                                          | 2011年3月19日  |
| ○    | バート・パラゼウスキー       | 5分3R終了 判定2-1                 | WEC 53: Henderson vs. Pettis                                       | 2010年12月16日 |
| △    | ジェイミー・ヴァーナー       | 5分3R終了 判定1-1                 | WEC 49: Varner vs. Shalorus                                        | 2010年6月20日  |
| ○    | デイブ・ジャンセン           | 5分3R終了 判定3-0                 | WEC 46: Varner vs. Henderson                                       | 2010年1月10日  |
| ○    | ウィル・ケアー               | 1R 1:26 TKO（スタンドパンチ連打） | WEC 44: Brown vs. Aldo                                             | 2009年11月18日 |
| ○    | ジャスティン・ミラー         | 2R 0:32 TKO（パンチ連打）         | SWC 7: Discountenance 【SWCウェルター級王座決定戦】                | 2009年6月20日  |
| △    | マイク・ブロンズーリス       | 5分3R終了 判定                    | KOK 6: Fists of Fury 【KOKウェルター級王座決定戦】                 | 2009年4月25日  |
| ○    | ジョナサン・エヴァンス       | 1R 0:35 TKO（パンチ連打）         | Extreme Challenge: The War at the Shore                            | 2009年1月23日  |
| ○    | エドウィン・ジョーンズ       | 2R 2:52 リアネイキドチョーク      | SWC 2: Battleground                                                | 2008年11月28日 |
| ○    | ジェフ・デイヴィス           | 1R 1:06 TKO（パンチ連打）         | King of Kombat 3                                                   | 2008年4月5日   |

## 獲得タイトル
- SWCウェルター級王座（2009年）